# Chaetosphaeria endophytica
Chaetosphaeria endophytica är en svampart som beskrevs av Petrini & Dreyfuss 1981. Chaetosphaeria endophytica ingår i släktet Chaetosphaeria och familjen Chaetosphaeriaceae.   Inga underarter finns listade i Catalogue of Life.